# NGC 3435
NGC 3435 est une vaste galaxie spirale située dans la constellation de la Grande Ourse. NGC 3435 a été découverte par l'astronome germano-britannique William Herschel en 1793.

## Caractéristiques
La classe de luminosité de NGC 3428 est II et elle présente une large raie HI.

### Distance
Sa vitesse par rapport au fond diffus cosmologique est de 5 318 ± 10 km/s, ce qui correspond à une distance de Hubble de 78,4 ± 5,5 Mpc (∼256 millions d'al).
À ce jour, quatre mesures non basées sur le décalage vers le rouge (redshift) donnent une distance de 101,075 ± 2,687 Mpc (∼330 millions d'al), ce qui est nettement à l'extérieur des valeurs de la distance de Hubble. Notons que c'est avec la valeur moyenne des mesures indépendantes, lorsqu'elles existent, que la base de données NASA/IPAC calcule le diamètre d'une galaxie et qu'en conséquence le diamètre de NGC 3435 pourrait être d'environ 43,3 kpc (∼141 000 al) si on utilisait la distance de Hubble pour le calculer.

### Brillance de surface
En raison d'une brillance de surface égale à 14,04 mag/am2, on peut qualifier NGC 3435 de galaxie à faible brillance de surface (LSB en anglais pour low surface brightness). Les galaxies LSB sont des galaxies diffuses (D) avec une brillance de surface inférieure de moins d'une magnitude à celle du ciel nocturne ambiant.

## Supernova
La supernova SN 2004bm a été découverte dans NGC 3435 le 29 mars 2004 par W. Li dans le cadre du programme LOSS (Lick Observatory Supernova Search) de l'observatoire Lick. Cette supernova était de type Ia.